# 1086 Nata
1086 Nata eller 1927 QL är en asteroid i huvudbältet, som upptäcktes 5 november 1921 av de båda ryska astronomerna Sergej Beljavskij och N. Ivanov vid Simeiz-observatoriet på Krim. Den namngavs sedan efter den kvinnliga fallskärmshopparen Nadezhda V. Babushkinan.
Asteroiden har en diameter på ungefär 66 kilometer och den tillhör asteroidgruppen Veritas.